# Carl Henric Möllerswärd
Carl Henric Möllerswärd, född 23 april 1798 i Stockholm, död där 29 januari 1878, var en svensk militär.
Carl Henric Möllerswärd var son till major Henric Johan Möllerswärd och Maria Ulrica Ekerman. Han blev sergeant vid arméns flotta 1802, kadett vid Krigsakademien på Karlberg 1811 och utexaminerades 1815. Möllerswärd blev fänrik vid Svea livgarde 1815, löjtnant 1821, kapten 1826 och kompanichef 1837. Han blev ledamot av arméns fullmäktige och av direktionen i arméns pensionskassa sistnämnda år samt av kommittén för utarbetande av nytt exercisreglemente för infanteriet 1845. Möllerswärd blev major vid Krigsakademien på Karlberg sistnämnda år, vid Svea livgarde 1847 och på nytt ledamot av direktionen i arméns pensionskassa samma år. Han blev sekundmajor vid Svea livgarde 1850 och erhöll avsked från majorsbeställningen vid Krigsakademien samma år. Möllerswärd blev överstelöjtnant och premiärmajor vid Svea livgarde 1851, blev överste 1853 och var 1853–1862 sekundchef vid Svea livgarde. Han blev ledamot i styrelsen för drottningens hospital 1853, i direktionen i arméns pensionskassa 1857, generalmajor i armén samma år, var tillförordnad överkommendant i Stockholm 1850 och blev ståthållare på Rosersbergs slott 1862. Möllerswärd erhöll avsked från Svea artilleriregemente 1862 med tillstånd att kvarstå som generalmajor i armén, och erhöll slutligt avsked ur krigstjänsten 1875. Han blev 1839 riddare och 1859 kommendör av Svärdsorden samt riddare av Carl XIII:s orden 1843.